# 冬將軍

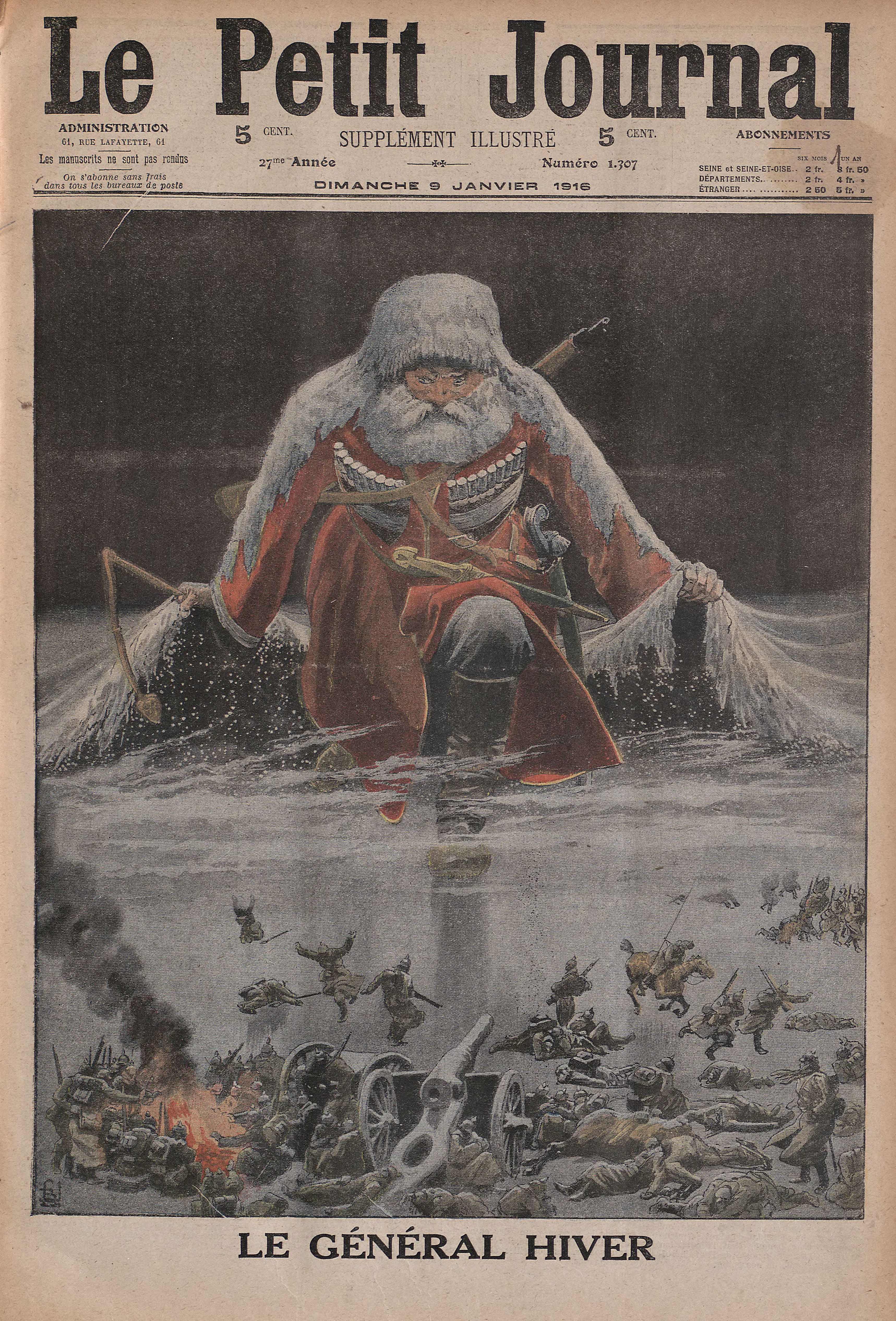
1916年法國《小日報》描繪「冬將軍」的頭版插畫

冬將軍（英語：General Winter），在俄羅斯及其他西方國家則以「霜將軍」（俄语：Генерал Мороз）或「俄羅斯冬天」（Russian Winter）較為人熟知，是對多次令外國入侵俄羅斯失敗的極寒氣候的擬人化描述。此外，泥濘對俄國和其他國家來說是一項影響軍事推進的重要變數，因此有時也會把這狀況稱為「泥濘將軍」（General Mud）。對於俄羅斯人來說，這種情況多發生在秋季降雨和冬春季融雪後，令在未加改善的道路進行的運輸變得異常困難，而在戰爭層面上，「冬將軍」和「泥濘將軍」的配合可加大軍隊推進或撤退的難度。

## 作為軍事失敗的重要因素
在對俄羅斯的極地作戰進行研究後，作家艾倫·F·丘（Allen F. Chew）得出如此結論：在拿破崙及希特勒征俄戰爭的軍事失敗中，「冬將軍」是其中一個重要因素，但非決定性。他指出在缺乏補給、疾病、逃兵和人員傷亡的背景下，拿破崙的軍隊在冬季之前已經蒙受巨大損失。同樣地，希特勒的國防軍在1941年11月冬季來臨前便遭受了73萬4,000人的死傷，物質也十分短缺，從而埋下蘇聯紅軍在莫斯科和史達林格勒等地反撲的伏線。

## 例子

### 1707–09年，瑞典入侵
在大北方戰爭中，瑞典國王卡爾十二世決定在1707年進攻俄羅斯，相對地俄軍採用了往後撤的焦土戰略。然而1707–09年的冬季是18世紀最寒冷的冬天之一，嚴重到威尼斯的港口也在1709年的大霜凍中結冰。冬天過後的1708年春季，原先有3萬5000人的卡爾十二世軍隊只餘下1萬9000人。1709年年中的波爾塔瓦戰役標誌著瑞典帝國的覆滅，在1721年的戰爭結束後也退出了歐洲一流強國的行列。

### 1812年，法國入侵

阿道夫·諾滕所繪的《拿破崙從俄羅斯撤退》

1812年6月24日夏初，拿破崙·波拿巴率61萬人的大軍團入侵俄羅斯，向莫斯科進發。俄軍在戰爭初期節節敗退，但他們在後撤前再次採取了焦土戰略，燒毀莊稼和村落，以防止敵軍就地取材。拿破崙的軍隊最終減員至僅約10萬人，法軍在同年10月開始從莫斯科撤退時遭遇了更多且更慘重的損失。歷史學家大致認為寒冬及其餘波只是拿破崙慘敗和撤退的其中一個因素。
為了反駁有關法國戰敗是由嚴冬造成的說法，曾成功提議俄軍採取遊擊戰戰術的隨軍詩人丹尼斯·達維多夫發表了一份題為《法國軍隊在1812年遭到蹂躪是由嚴寒所致？》（Was it Frost that Devastated the French Army in 1812?）的軍事歷史分析，他在其中指出法軍在相對溫和的天氣條件下戰鬥時仍遭受一定的傷亡，並概述了多種他們敗走的原因。
根據丘在1981年的說法，大軍團的主力最初至少有37萬8,000人，並指出：「在他（拿破崙）侵俄的前八週，即重大戰役到來之前，兵員的數量便損失了至少一半。減員的部分原因是需要駐防，以設置補給中心，而在各種小規模衝突中遭受的疾病、逃兵和傷亡也造成了數千人的損失。在1812年9月7日的博罗金诺战役——這場在俄國境內進行的唯一一次重大會戰中，拿破崙只能徵召至多13萬5,000名士兵，而大軍團在這場深入敵國近六百英里的戰役中有近三萬名士兵傷亡，拿到的優勢也微乎其微，只能收獲一場慘勝。拿破崙隨後只能適得其反地佔領已人去樓空的莫斯科，後來他從10月19日開始其恥辱性的敗退，當月晚些時候又迎面遭遇嚴重的霜凍天氣與11月5日的初雪」。劍橋大學三一學院高級研究教授多明尼克·利芬則指出法軍難以在冬季中為部隊尋找食物，以及為馬匹提供草料是其中一個重要的失敗因素。

### 1918–19年，協約國干涉俄國內戰

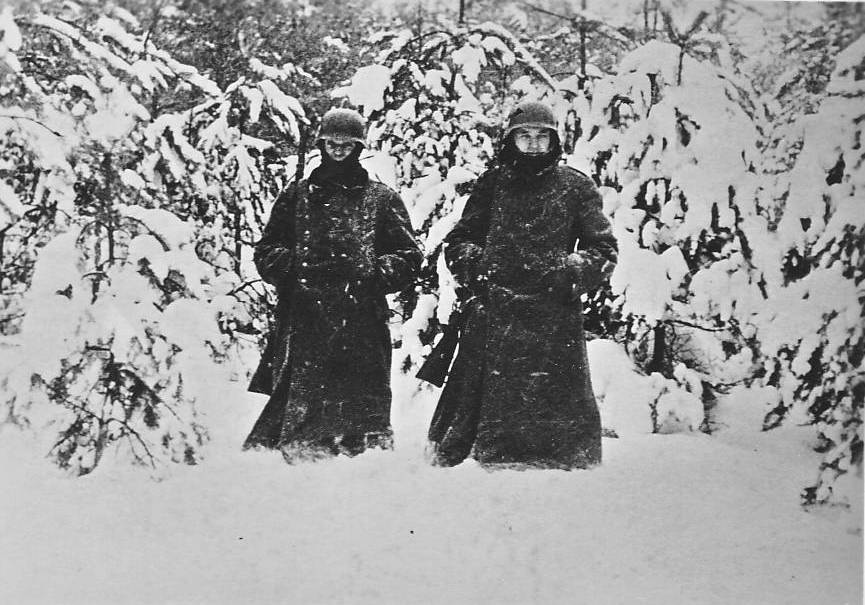
德軍士兵在莫斯科戰役期間，此時正值俄羅斯的冬季

在協約國介入俄國內戰的北俄遠征期間，協約國和布爾什維克紅軍都知道並很快學會了極地作戰的原則，並儘可能地加以運用。然而雙方的資源都十分緊張，且各自都曾承受過準備不足的嚴重後果，但丘認為冬季並沒有為任何戰鬥員帶來決定性的優勢。

### 1941年，納粹德國入侵
二戰期間，由於德軍的行動多次出現延誤，國防軍缺乏諸如冬裝等必要的物資。同時，儘管希特勒的巴巴羅薩行動計劃實際上在嚴冬來臨之前已宣告流產，但他和總參謀部都沒有料到戰事會持續至冬天。也因如此，德軍未有為可能到來的冬戰做好充分的準備，例如分發保暖衣物、為車輛作過冬準備與提供行進所需的潤滑油。事實上，希特勒的東線部隊在冬季開始前的前五個月內便遭受超過73萬4,000人的傷亡（約佔其平均兵力320萬人的23%）。
1941年11月27日，納粹德國陸軍軍需兵司令愛德華·瓦格納反映：「我軍在人力和物資方面的資源已經耗盡，勢必需要直面險惡的嚴冬」。值得注意的是，1941年不尋常的初冬提早結束了泥濘道路季，改善了11月初的後勤，而天氣也只是稍稍讓人感覺寒冷的程度。

## 冬季對戰爭的影響

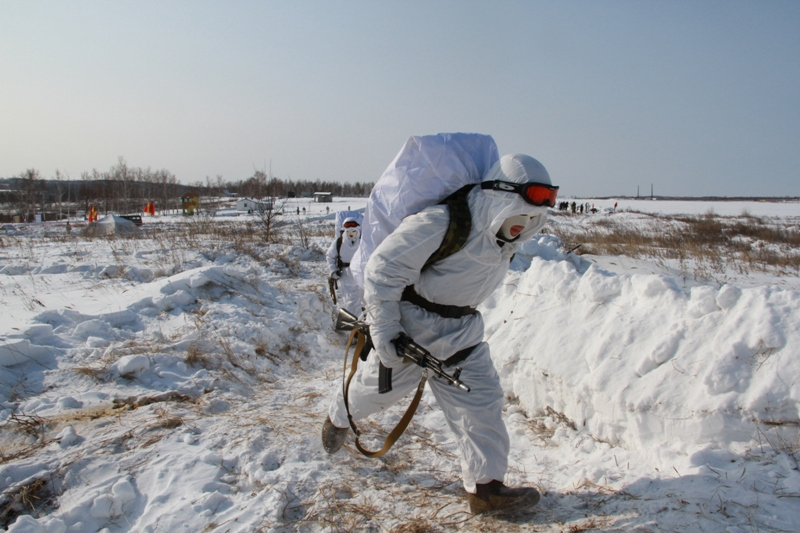
俄羅斯軍校學員在北極圈的寒冷條件下進行訓練

丘在其1981年發表的論文《在冬天與俄國人對抗：三則案例研究》（Fighting the Russians in Winter: Three Case Studies）中以1918–19年冬季在俄國北部進行的協約國–蘇聯戰爭、蘇聯第44摩托化步兵師在冬季戰爭的拉泰路之战中覆滅，以及二戰期間的德蘇戰爭為例，得出與極地作戰有關的三種因素：
- 戰術 – 在酷寒中，防御陣地比進攻要來得有利，原因在於能夠保暖和可充當庇護所；機動性和後勤支持通常會受到積雪的阻礙，需要對其壓平、鏟除，以為帶履帶的車輛和雪橇開路；步兵在厚積雪中行軍時需要裝備滑雪板或雪鞋，以防疲憊；聲音即使在結冰的雪地上也能很好地傳播，相對降低了出其不意的可能性；炸藥可用於在凍土中開鑿散兵坑或更大的庇護所；攻擊敵方的野戰廚房（英语：field kitchen）和營地會奪走其食物來源和避難地；迅速將傷員從戰場上撤離對於他們在寒冷中的生存至關重要
- 物資 – 武器和車輛需要特殊的潤滑劑才能在低溫下運作；地雷在冬天裡是靠不住的，因為厚積雪可能會為引信帶來緩衝作用，或在雷管上形成冷橋效應
- 兵員 – 需要為兵員供給適當的冬裝，以保持其體溫並避免凍傷等寒害；部隊的效率和生存機率受制於是否有現成或便攜式的庇護所

英國皇家海軍特遣艦隊指揮官桑迪·伍德沃德在其回憶錄中如此描述時值冬天、戰場位於南大西洋的福克蘭戰爭：「那時我第一次想到冬將軍到來的話會發生什麼事，如果他十天前就來到福克蘭群島，那麼對阿根廷佬來說不會有太大幫助。阿根廷軍隊在空戰中付出了極大心力，然而他們的最高指揮部根本沒有機會讓其空軍上空。儘管如此，我還是認為他（冬將軍）會幫助阿軍擊敗我們」。

## 外部連結
- Сабитов Ирек. . Труд. 2001-11-22  [2013-02-06]. （原始内容存档于2016-12-13）.